# Варнак (повість)
«Варнак» — повість Тараса Шевченка російською мовою, написана за мотивами однойменної поеми. Датується орієнтовно 1853 роком й місцем написання — Новопетровським укріпленням.

## Історія
Повість створено 1853 року під час заслання в Новопетровському укріпленні. Первісний автограф не відомий. Про нього поет згадував у листі до Бр. Залеського, написаному в червні 1856 року, зазначаючи, що «черновую рукопись» повісті на той час він «уничтожил». З чорнового автографа, ймовірно, на початку 1856 року Шевченко замовив копію твору з метою опублікувати його в одному з російських журналів. 21 квітня 1856 року він надіслав цю копію Бр. Залеському. «Еще посылаю тебе „Варнака“ и „Княгини“, — писав поет Бр. Залеському, — прочитай их и поправь, где нужно, отдай переписать и пошли по следующему адресу: „В С.-Петербург, в Академию художеств, художнику Николаю Осиповичу Осипову, на квартире графа Толстого“, — а если имеешь там доброго и надежного человека, то пошли на его имя для известного употребления (тобто для надрукування)». Рукопис «Княгини» і лист до редактора-видавця журналу «Отечественные записки» А. О. Краєвського, в якому Шевченко просив надрукувати повість, були переслані М. О. Осипову раніше — в кінці 1854—на початку 1855 року і передані ним до «Отечественных записок». Проте поет тривалий час не мав про цей твір ніяких відомостей, не знав, де він знаходиться, і тому вирішив надіслати рукопис «Княгини» до Петербурга вдруге. Отримавши в травні 1856 року лист від М. О. Осипова, в якому, зокрема, йшлося і про долю повісті «Княгиня», Шевченко повторив 20 травня у листі до Бр. Залеського прохання відіслати М. О. Осипову «Варнака»: «А кстати о повествовании: по известному тебе адресу отошли только „Варнака“, а „Княгиню“ оставь у себя, она уже приютилась». У кінці листа він додав: «На „Варнаке“ напиши „Желяховскому“ или оставь так. Как ты найдешь лучше, так и сделай».
Відповідаючи поетові 8 червня 1856 року, Бр. Залеський повідомив: «„Варнака“ к Осипову я еще не послал; жду на днях верного и хорошего человека, которому хотел бы его поручить, а нет, то пошлю с Сигизмундом (З. Сераковський, який 1856 року повернувся із заслання в Оренбурзькому краї до Петербурга). Он едет тоже в Петер[бург] и, может быть, удастся ему сделать там что-нибудь для тебя». Бр. Залеський також зазначив, що передав рукопис повісті, пересланий Шевченком, польському поетові Е. Желіговському (літературний псевдонім — Антоній Сова), який відбував заслання в Уфі: «Сова твой подарок принял со слезами — так мне писал». Отже, очевидно, копія «Варнака» з надісланої Шевченком копії повісті, замовити яку поет просив Бр. Залеського в листі від 21 квітня 1856 року, на той час вже була зроблена. В тому ж листі від 8 червня Бр. Залеський високо оцінив повісті «Варнак» і «Княгиня»: «Обе вещи очень хороши, — хороши простотою и глубоким чувством — верностью. „Варнак“ еще выше». Разом з тим він зауважив: «...Да только писец поганый переписывал, не говоря о бесчисленных ошибках, еще во многих местах пробелы — то двух-трех слов недостает, то иногда и целой строки. Жаль, очень жаль, что ты не просмотрел при отправлении».
У листі до поета, написаному в грудні 1855—березні 1856 років, М. О. Осипов, відзначивши, що він прочитав повість «Княгиня» «с удовольствием, тогда как у меня недостает терпения дочесть знаменитую французскую повесть или роман», зауважив, що «в рассказе много недостатков, проистекающих от недостатка отделки, подробностей, отрывочности развития». Погодившись з М. О. Осиповим щодо недоліків «Княгини», Шевченко в листі-відповіді до нього від 20 травня 1856 року відніс ці недоліки також і до «Варнака»: «Кстати о Дармограе (цим псевдонімом засланий поет підписував деякі свої повісті, сподіваючись надрукувати їх у підцензурних виданнях): вы сделали замечание на его „Княгиню“, совершенно согласное с моим замечанием: недостаток отделки в подробностях, и то большой недостаток [...] Прислал он мне еще один рассказ, под названием „Варнак“. Этот уже, кажется, немного круглее, но все-таки заметен тот же недостаток. Он, кажется, вовсе не читает великого Шотландца. Да и где его взять в этом Богом забытом краю? Выписать? Он беднее меня, а выпросить не у кого».
Зауваження Бр. Залеського та, ймовірно, М. О. Осипова про недоліки в повісті «Княгиня» спонукали Шевченка повернутися до роботи над «Варнаком». У другій половині червня 1856 року Шевченко просить Бр. Залеського переслати йому повість для доопрацювання: «Я весьма опрометчиво поступил с моим „Варнаком“, и тем более, что черновую рукопись уничтожил. И теперь не знаю, что мне и делать. Если он у тебя переписан, то пришли его мне: там нужно многое поправить. Слог вообще довольно шершавый. Во всяком случае не посылай его Осипову. Я содержание помню и напишу его вновь». Проте Бр. Залеський до від'їзду 4 липня 1856 року з Оренбурга в зв'язку зі звільненням із заслання ще не одержав Шевченкового листа й не знав про його нові плани щодо повісті. У листі від 3 липня 1856 року він повідомив Шевченка, що рукопис «Варнака» має відвезти до Петербурга З. Сераковський: «Сигизмунд едет со мною, а из Москвы отправится в Питер — с ним благословил я на дорогу и твоего „Варнака“». У наступному листі до Шевченка від 18 вересня 1856 року з с. Рачкевичі Слуцького повіту Мінської губернії Бр. Залеський сповістив: «„Варнак“, приготовленный к печати, то есть переписан, остался у Совы, вместе с принадлежащим ему экземпляром — он этого желал потому, что хотел передать его Михайлову, одному из теперешних писателей, с которым он очень хорош и который пишет во многих журналах. Когда я был в Уфе, его там не было, и потому „Варнак“ остался на попечении Совы. Ему там будет хорошо, — поверь, друже мой, — и он, верно, не забудет и не затеряет его». Російський поет і перекладач М. Л. Михайлов, за допомогою якого Е. Желіговський сподівався надрукувати повість «Варнак», перебував у той час у науковій експедиції в Оренбурзькому краї. Сам Бр. Залеський також докладав певних зусиль щодо публікування прозових творів Шевченка і повідомив про це в тому ж листі: «В Москве я познакомился с некоторыми издателями „Русского вестника“, и они желали бы иметь что-нибудь автора „Княгини“».
Остання згадка про повість «Варнак» у відомих на сьогодні документальних джерелах за життя Шевченка — в його листі до Бр. Залеського від 8 листопада 1856 року. Поет вважав, що рукопис твору перебуває у З. Сераковського, і, не полишаючи, очевидно, наміру виправити повість або ж наново написати її, просить знищити перший варіант. «Если он (Сераковський) еще в Петербурге, то напиши ему мой искренний привет и покорнейшую просьбу уничтожить „Варнака“». Можливо, єдиний відомий нам автограф «Варнака» і є новий варіант твору, написаний приблизно у другій половині 1856 року. Про це свідчить його мова, в якій значно менше українізмів (зокрема в авторській мові), ніж в інших перших Шевченкових повістях «Наймичка» і «Княгиня».

## Автограф
Рукопис на 26 аркушах паперу, за авторською нумерацією — на 13 складених удвоє аркушах (аркуші 52-53 чисті). В автографі — невелика кількість авторських поправок і доповнень, більшість з них зроблено пізніше, після того, як текст було переписано. Пізнішого часу і написані олівцем назва повісті та дописки на аркушах 31-32. На полі останнього аркуша 13 проти речення «И какие чистые христианские средства в то время она придумывала к моему обращению» рукою Шевченка написано: «Какие, например?» Автограф на папері двох гатунків. Від аркуша 10 папір інший — такий, як переважна частина аркушів в автографі повісті «Наймичка». Однаковий крупний розгонистий почерк свідчить про те, що Шевченко працював над рукописом без значних перерв. Ця обставина, характер почерку, факт, що автограф чистовий, а також наявність у ньому конспіративної дати (як в «Наймичке»), від яких Шевченко, починаючи з «Княгини», коли умови його творчої праці після призначення І. О. Ускова комендантом Новопетровського укріплення поліпшилися, відмовився, дають підстави припустити, що відомий нам текст «Варнака» не відтворено по пам'яті, а переписано з ранішого автографа або списку (є відомості про два списки, які лишилися у Е. Желіговського). В тексті — поправки (переважно стилістичного характеру), доповнення, зауваження олівцем і чорнилом невідомою рукою, тією самою, що й в автографі повісті «Княгиня». 
Немає точних даних про видавництво даного твору Варнак, оскільки збереглося лише один листок.тому нажаль невідомо ,ані хто написав цю повість ,а ні коли

## Сюжет
Сюжет повісті близький до сюжету однойменної поеми, створеної на засланні 1848 року. Дія повісті відбувається в Оренбурзькому краї та на Волині. Шевченко розповідає про ці місцевості й побут людей в них як очевидець, виявляючи таке знання деталей, яке неможливе було б 1845 року. На початку твору подано характеристику Оренбурзького краю, відзначено деякі риси побуту уральських козаків (цей опис дуже близький до епізоду відвідання Саватієм Сокирою села Каргали під Оренбургом у створеній влітку 1855 року в Новопетровському укріпленні повісті «Близнецы»), розповідається про Ілецьку (Соляну) Защиту — місто на Оренбуржчині, в якому поет побував, очевидно, восени 1850 року, згадано деякі інші реалії місцевого колориту (робітники-киргизи, бухарський килим, «посох степного дерева джигилу» в хаті варнака тощо). У повісті відбилися також враження Шевченка від поїздки по Волині та Поділлю за завданням Тимчасової комісії для розбору давніх актів у Києві (Київської археографічної комісії) восени 1846 року. Вони виявилися і в згадках варнака про природу рідного краю, про найзначніші з погляду історії та архітектури міста Волинської губернії — Кременець (названо, зокрема, гору Бону, ансамбль ліцею), Почаїв, Дубно, Острог, Корець, Луцьк, Новоград-Волинський, Житомир, нарешті, в одній з деталей авторського опису хати засланого героя — печі, що була «украшена лепными арабезками домашнего художества (такие печи можно видеть на Волыни и Подолии)».
Непрямим підтвердженням того, що «Варнака», як і «Наймичку», написано на засланні, є відсутність згадок про них у листуванні Шевченка та його сучасників у 1840-х роках, у мемуарній літературі про цей період його життя. Про фіктивність датування твору 1845 року свідчить зауваження самого Шевченка на початку повісті «Капитанша». Описуючи свою подорож з Москви в Україну весною 1845 року й згадуючи, як нудно було йому їхати, він відзначив: «В то время я повестей еще не сочинял».

## Датування
Спробу довести, що авторське датування перших повістей Шевченка не є фіктивним і «Варнак» та «Наймичка» справді були написані до арешту їх автора, зробив С. Дмоховський в книзі «Повести Т. Г. Шевченко „Наймичка“ и „Варнак“ (К вопросу о времени написания повестей)». Його аргументи не були підтримані більшістю дослідників.
Перші згадки про повість «Варнак» з'являються в листуванні Шевченка 1856 року в зв'язку зі спробами надрукувати твір, приблизно на рік пізніше від аналогічних згадок про повість «Княгиня». В деяких листах Шевченка і Бр. Залеського ці повісті фігурують поспіль, причому складається враження, що поет, вважаючи «Варнака» твором художньо довершенішим, ніж «Княгиня» (такої думки був і Бр. Залеський, див. цитований лист до Шевченка від 8 червня 1856 року), пише про нього як про хронологічно пізніший твір (лист до М. О. Осипова від 20 травня 1856 року).
Проте конспіративне датування «Варнака» і наявність реальної дати написання повісті в автографі «Княгини» — 1853 рік — суперечать припущенню, що «Княгиня» створена раніше від «Варнака». Очевидно, Шевченко працював над творами майже одночасно. Робота Шевченка над повістю «Варнак» датується орієнтовно 1853 роком.

## Видання
У повідомленні М. М. Лазаревського про продаж рукописів Шевченкових творів — «Извещении о прозаических сочинениях Т. Гр. Шевченка на великорусском языке» («Основа». — 1862. — № 3. — С. 142 — 143) названо й автограф «Варнака» — «Варнак, 1845 г. в Киеве, 13 1/2 листов — 1/4 л.». У публікації припущено друкарську помилку в описі формату рукопису — замість «13 листов — 1/2 л.» (як в автографі, що нині зберігається в Інституті літератури ім. Т. Шевченка (ІЛ, ф. 1, № 91)) подано «13 1/2 листов — 1/4 л.». Як відомо, всі перелічені в оголошенні рукописи перейшли до М. І. Костомарова, й саме за ними Шевченкові повісті друкувалися в київській газеті «Труд» та журналі «Киевская старина» у 1880-х роках. Оскільки текст «Варнака» в «Киевской старине» надруковано за автографом, що в Інституті літератури, цілком очевидно, що в «Извещении» «Основи» йшлося про нього.
Вперше опубліковано в журналі «Киевская старина» (1886. — № 7. — С. 410 — 442). Публікація містить значну кількість неточностей. Певна частина їх виникла внаслідок неправильного прочитання окремих слів, наприклад, в автографі: «В продолжение недели я узнал, что он — человек испытанной честности» (аркуш 13), в «Киевской старине»: «В продолжение недели я узнал, что он — человек истинной честности» (с. 412). Більшість відмін спричинена довільним редагуванням Шевченкового тексту, спершу — невідомою особою, правки якої лишилися на сторінках рукопису повісті, а потім — і редакцією «Киевской старины», яка, включивши до публікації переважну частину цих виправлень і доповнень невідомої особи, додала нові поправки; редагуванню, що мало стилістичний характер, піддано як текст Шевченка, так і сторонню правку в ньому. Наприклад, в автографі: «Имеет он у себя человек десять работников, хотя из киргиз, но дай Бог, чтобы и русские так работали, как эти полудикари. И что на будущий год его непременно выберут церковным старостой» (аркуш 1), в «Киевской старине»: «Имел он у себя человек десять работников, хотя из киргиз, но дай Бог, чтобы и русские так работали, как эти полудикари! Узнал я еще, что на будущий год его непременно выберут церковным старостою» (с. 412); в автографі: «Со мной это часто случалось» (аркуш 14), в «Киевской старине»: «Со мной это случалось» (с. 412); в автографі: «— Слушай же, мой благородный друже! Она мне душу освежит, моя грустная нелицемерная повесть», пізніші виправлення невідомою рукою, верхній шар: «— Слушай же, искренний друже, мою грустную нелицемерную повесть. Пускай последний раз перед смертию пройдет передо мною день за день вся моя жизнь. И тогда узнаешь, в чем был виноват я и в чем люди. Я уже давно осудил себя во всем» (аркуш 24), в «Киевской старине»: «Слушай, искренний друже, мою грустную, нелицеприятную повесть! Пускай последний раз перед смертию пройдет передо мною, день за день, вся моя жизнь. И тогда узнаешь, в чем виноват я и в чем люди. Я уже давно осудил себя во всем» (с. 415); в автографі: «мы с панною Магдаленою каждый день посещали нашу воспитанницу. Панна Магдалена учила ее читать по-польски, а я по-русски. Мне не хотелось ее больше ничему учить, я все как-то не верил в свое и ее счастье. Быстро мчалися мои молодые годы! Быстро вырастала Марыся, и выросла, и стала красавицей, настоящей волынянкой-красавицей. Боже мой! Я, бывало, смотрю на нее и не насмотрюся. А бывало, когда в саду вечером запоет под гитару нашу заунывно-мелодическую песню! В это время я плакал и молился Богу! И какая же умная-разумная была!», пізніші виправлення невідомою рукою, верхній шар: «мы с панною Магдаленою каждый день посещали нашу воспитанницу, которую, по прошествии пяти лет, панна Магдалена учила читать по-польски, а я по-русски. Быстро мчалися мои молодые годы! Быстро вырастала Марыся, и выросла, и стала красавицей, настоящей волынянкой-красавицей. Боже мой! Я, бывало, смотрю на нее и не насмотрюся. А бывало, когда в саду вечером она запоет под гитару нашу заунывно-мелодическую песню, то мне становилося так отрадно и тепло на душе, что я готов был плакать и молиться Богу. И какая же она была умная-разумная!» (аркуш 74), в «Киевской старине»: «мы с панною Магдаленою каждый день посещали нашу воспитанницу; по прошествии пяти лет панна Магдалена учила ее читать по-польски, а я по-русски. Быстро мчалися мои молодые годы, быстро вырастала Марыся, и выросла, и стала красавицей, настоящей волынской красавицей. Боже мой!.Я, бывало, смотрю на нее и не насмотрюся. А бывало, когда в саду вечером она запоет под гитару нашу заунывно-мелодическую песню, в это время я плакал и молился Богу. И какая же она была умная и разумная» (с. 426).
Вперше повість введено до збірки творів у виданні: «Поэмы, повести и рассказы Т. Г. Шевченка, писанные на русском языке. С портретом поэта» / Издание редакции «Киевской старины» (Киев, 1888. — С. 30 — 62). Текст подано за першодруком; використано його набір. Уперше введено до зібрання творів у виданні: «Шевченко Т. Повна збірка творів: У 5 т.» (К., 1939. — Т. 3. — С. 83 — 124), де здійснено першу наукову публікацію повісті за автографом.

## Складова
У повісті використано фабулу однойменної поеми, написаної 1848 року на засланні. На творі позначилося знайомство Шевченка з тогочасною літературою — російською, українською, західноєвропейською, а також із фольклором. Головний мотив повісті (як і поеми) «Варнак» — мотив розбійника, що покаявся, належить до найпоширеніших у світовій літературі. Серед українських письменників його розробляли Г. Ф. Квітка-Основ'яненко («Предания о Гаркуше»), П. О. Куліш («Злодій в селі Гаківниці»), О. П. Стороженко («Марко Проклятий»). У різних варіантах цей мотив зафіксовано в українському фольклорі. Одну з легенд про злочинця, який покаявся, Шевченко переказав у листі з Новопетровського укріплення від 20 травня 1856 року до М. О. Осипова. У «Варнаку» мотив морального переродження розбійника поєднується з іншим популярним мотивом — про «шляхетного розбійника», що вершить праведний суд. У повісті згадано Рінальдо Рінальдіні, героя роману Х.-А. Вульпіуса «Рінальдо Рінальдіні, розбійницький отаман», з яким порівнюється герой Шевченкового твору Кирило.
Певну традицію «розбійницька» тема мала і в російській прозі — повість «Дубровский» (1833) О. С. Пушкіна, незакінчений роман «Гаркуша, малороссийский разбойник» (1825, виданий 1956 року) В. Т. Наріжного. Сюжет драматизованої повісті Г. Квітки-Основ'яненка «Предания о Гаркуше», в якій, як і в повісті В. Т. Наріжного, виведено ватажка повстанських загонів в Україні 1770-х—1780-х років Семена Гаркушу, ґрунтується на мотивах «грішника, що розкаявся», та «шляхетного розбійника». Твір Г. Квітки-Основ'яненка друкувався в журналі «Современник» за 1842 рік, і Шевченко, очевидно, читав його. Існує певна генетична і типологічна спорідненість між повістями «Предания о Гаркуше» та «Варнак». З твором Г. Квітки Шевченкову повість поєднують сентиментальність розповіді, мелодраматизм розв'язки, спільні риси у характері головних героїв. І Гаркуша, і Кирило не мають на меті особистого збагачення, а прагнуть робити людям добро. Грабуючи поміщиків, вони уникають кровопролиття. В кінці твору обидва герої перероджуються — по-християнському розкаюються у гріхах і засуджують своє минуле.
На образі Кирила — ватажка кріпаків-повстанців, розповіді про його діяльність відбилися народні пісні й перекази про українського народного героя Устима Кармалюка. Шевченка цікавила постать Кармалюка, «славного лицаря», як він назвав його у щоденнику. В Шевченковому альбомі 1846—1850 років є запис народної пісні «Ой Кармалюче, по світу ходиш...» рукою П. О. Чуйкевича з поправками поета. Текст іншої пісні про Кармалюка «Повернувся я з Сибіру...» записав 20 травня 1858 року до щоденника Шевченка І. М. Лазаревський.
У «Варнаку» Шевченко започаткував одну з головних тем своєї прозової творчості — тему трагічної долі кріпака-інтелігента, поставлену в центр наступних повістей «Музыкант» (1854—1855) і «Художник» (1856). Проблема кріпосного інтелігента широко розроблялася російською літературою починаючи з кінця XVIII століття (твори О. М. Радищева, В. Г. Бєлінського, О. В. Тимофєєва, М. П. Павлова, В. Т. Наріжного, М. О. Некрасова, О. І. Герцена, І. С. Тургенєва й інші).